# 拉杰默哈尔暗色岩

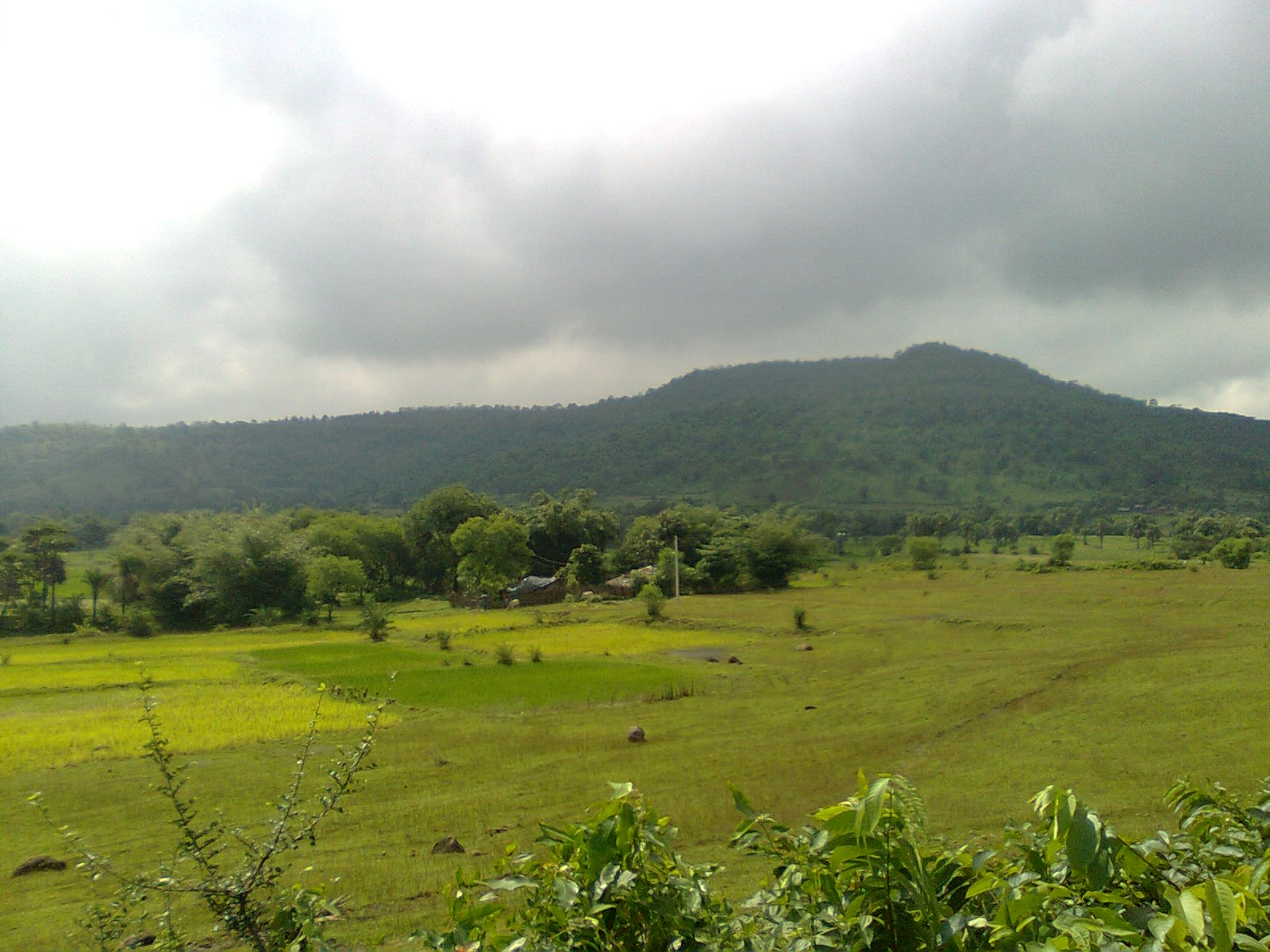
拉杰默哈尔丘陵景色

拉杰默哈尔暗色岩是印度东部一个火成岩省，覆盖贾坎德邦、西孟加拉邦和梅加拉亚邦一部分。贾坎德邦拉杰默哈尔丘陵是这一火成岩省的代表。多层凝固岩浆组成了608m厚的拉杰默哈尔暗色岩，倾角北偏东2–5°。独立层的厚度从少于1m到70m不等。

## 形成
这些火成岩形成于早白垩世的凯尔盖朗热点活动。拉杰默哈尔火山岩与凯尔盖朗海台的大地化学数据十分相似，证明了这一点。据板块构造说，印度板块在白垩纪正位于这热点之上。
原来的熔岩流覆盖面积广达4100km2。孟加拉盆地下，熔岩流整整覆盖了20万km2。

## 岩性
拉杰默哈尔暗色岩主要是拉斑玄武岩、石英拉斑玄武岩、拉斑质橄榄石和碱性玄武岩。跨暗色岩地层由粉砂岩、粘土岩和页岩等沉积岩组成。

## 构造演化
拉杰默哈尔暗色岩西界出现断层，向东下折。东界则是南北向，基岩受断裂构造控制，并与孟加拉盆地、Ganga山谷的Purnea盆地相连。这些断层接触沿达莫达尔冈瓦纳地堑分布，在孟加拉盆地尖端形成一个三叉汇接区。暗色岩沿后来的印度大陆东缘随冈瓦纳大陆的张裂而释放。几个世后，熔岩上部冷却变形为易碎的岩质，形成地堑结构。

## 化石
跨暗色岩地层含下白垩系植物化石。